# Octobre 1857

## Événements
- Amérique : dépression économique. Deux cent mille personnes se retrouvent sans emploi et des milliers d’immigrés récents tentent de repartir vers l’Europe[1].

- 29 octobre : le général Helmuth Karl Bernhard von Moltke dirige l’état major prussien (ou le 7).

## Naissances
- 8 octobre : Octave Gallice, cavalier français d'attelage († 18 juin 1906).